# 4,10-二溴蒽嵌蒽醌
4,10-二溴蒽嵌蒽醌是一种猩红或橙红色调的合成着色剂。它是一种蒽醌衍生物，最初于1913年作为还原染料C.I.还原橙3（C.I. 59300）合成，后来也作C.I.颜料红168。它可由1-萘胺和光气等试剂为原料经多步反应制得。